# Ljubomir Mihajlović
Ljubomir Mihajlović (szerb cirill betűkkel: Љубомир Михајловић; Belgrád, 1943. szeptember 4. –) Európa-bajnoki ezüstérmes szerb labdarúgó.

## Pályafutása

### A válogatottban
1966 és 1968 között 6 alkalommal szerepelt a jugoszláv válogatottban. Részt vett az 1968-as Európa-bajnokságon.

## Sikerei, díjai
Partizan Beograd
- Jugoszláv bajnok (1): 1962–63, 1964–65
- BEK-döntős (1): 1965–66

Olympique Lyon
- Francia kupa (1): 1972–73
- Francia szuperkupa (1): 1973

Jugoszlávia
- Európa-bajnoki döntős (1): 1968